# Jaylen Waddle
Jaylen Waddle (Houston, 25 novembre 1998) è un giocatore di football americano statunitense che milita nel ruolo di wide receiver per i Miami Dolphins della National Football League (NFL).

## Scuole superiori
Waddle frequento la Episcopal High School di Bellaire, in Texas. Da senior fu convocato per l'All-American Game. Decise di iscriversi all'Università dell'Alabama per giocare nel college football, preferendola a Texas, Texas A&M, Florida State, TCU e Oregon.

## Carriera universitaria
Nel 2018, nel suo primo anno ad Alabama, Waddle fu premiato come debuttante dell'anno della Southeastern Conference dopo avere fatto registrare 45 ricezioni per 848 yard e sette touchdown. Come punt returner ritornò 16 punt per 233 yard e un touchdown.
L'anno successivo Waddle mise a referto 33 ricezioni per 560 yard e sei touchdown. Inoltre ritornò un punt per 77 yard in touchdown contro LSU e un kickoff per 98 yard in touchdown contro Auburn. Fu inserito nella formazione ideale della SEC come ritornatore e premiato come giocatore degli special team dell'anno della conference.
Il 24 ottobre 2020 Waddle si ruppe la caviglia destra mentre ritornava il calcio d'inizio contro Tennessee. Fece ritorno in campo per la partita di finale del campionato nazionale contro Ohio State. Il 14 gennaio 2021 Waddle annunciò che avrebbe rinunciato alla sua stagione da senior, dichiarandosi eleggibile per il Draft NFL 2021.
Vittorie e premi
- Campione CFP (2018)
- SEC Freshman of the Year (2018)
- SEC Special Teams Player of the Year (2019)
- First-Team All-SEC (2019)
- Second Team All-SEC (2020)

## Carriera professionistica
Waddle fu scelto come sesto assoluto nel Draft NFL 2021 dai Miami Dolphins, il secondo ricevitore chiamato, riunendosi con il suo quarterback al college, Tua Tagovailoa. Debuttò come professionista scendendo in campo nella vittoria del primo turno contro i New England Patriots ricevendo 4 passaggi per 61 yard e un touchdown. A fine stagione inserito nella formazione ideale dei rookie dalla Pro Football Writers Association dopo avere ricevuto 104 passaggi (un record NFL per una matricola che batté i 101 di Anquan Boldin) per 1.015 yard e 6 touchdown.
Nel secondo turno della stagione 2022, Waddle ricevette 11 passaggi per 171 yard e due touchdown, incluso quello nei secondi finali che diede la vittoria ai Dolphins sui Baltimore Ravens dopo avere rimontato uno svantaggio di 21 punti. Nella settimana 16 contro i Green Bay Packers segnò un touchdown su una ricezione da 84 yard, la più lunga della storia nelle gare giocate il giorno di Natale. La sua annata si chiuse con 75 ricezioni per 1.356 yard e 8 touchdown, guidado la NFL con 18,1 yard medie per ricezione.
Nella settimana 2 della stagione 2023 contro i New England Patriots, Waddle subì una commozione cerebrale che gli fece saltare la gara dell turno successivo contro i Denver Broncos, la prima persa in carriera . Nel quindicesimo turno, con Tyreek Hill infortunato, ricevette un massimo stagionale di 142 yard, oltre a un touchdown, nella vittoria sui New York Jets.
Il 30 maggio 2024 Waddle firmó con i Dolphins un'estensione contrattuale triennale del valore di 84,75 milioni di dollari. Nella settimana 12 ricevette 8 passaggi per 144 yard e un touchdown nella vittoria sui Patriots.

## Palmarès
- PFWA All-Rookie Team - 2021